# Trofeo Melinda 2009
La Trofeo Melinda 2009, diciottesima edizione della corsa e valida come evento dell'UCI Europe Tour 2009 categoria 1.1, si svolse il 22 agosto 2009 su un percorso di 194 km. Fu vinta dall'italiano Giovanni Visconti che terminò la gara in 4h46'00", alla media di 40,699 km/h.
Partenza con 110 ciclisti, dei quali 53 portarono a termine il percorso.

## Ordine d'arrivo (Top 10)
| Pos. | Corridore            | Squadra       | Tempo    |
| ---- | -------------------- | ------------- | -------- |
| 1    | Giovanni Visconti    | ISD-Neri      | 4h46'00" |
| 2    | Stefano Garzelli     | Acqua & Sap.  | s.t.     |
| 3    | Miguel Ángel Rubiano | C. Calzatura  | a 3"     |
| 4    | Ivan Basso           | Liquigas      | s.t.     |
| 5    | Giampaolo Caruso     | Cer. Flaminia | s.t.     |
| 6    | Mauricio Soler       | Barloworld    | a 6"     |
| 7    | Domenico Pozzovivo   | CSF Group     | a 7"     |
| 8    | Santo Anzà           | ISD-Neri      | a 13"    |
| 9    | Massimiliano Gentili | Cer. Flaminia | a 14"    |
| 10   | Cristiano Salerno    | LPR Brakes    | a 18"    |